# غريغوريو سان ميغيل
غريغوريو سان ميغيل (بالإسبانية: Gregorio San Miguel)‏ هو دراج إسباني، ولد في 2 ديسمبر 1940 في بالماسيدا في إسبانيا.

## وصلات خارجية
- غريغوريو سان ميغيل على موقع أرشيف الدراجات (الإنجليزية)
- غريغوريو سان ميغيل على موقع إحصائيات الدراجات الإحترافية (الإنجليزية)
- غريغوريو سان ميغيل على موقع CycleBase (الإنجليزية)